# Vysoké Veselí
Vysoké Veselí település Csehországban, a Jičíni járásban. Vysoké Veselí Vrbice, Smidary, Staré Smrkovice, Nevratice, Sběř, Volanice és Žeretice településekkel határos. Lakosainak száma 869 fő (2024. január 1.).

## Népesség
A település lakosságának változását az alábbi diagram mutatja:
| Lakosok száma | 1642 | 1694 | 1605 | 1116 | 889  | 849  | 862  | 865  | 853  | 869  |
|               | 1869 | 1890 | 1921 | 1950 | 1980 | 2001 | 2017 | 2019 | 2022 | 2024 |